# Ад на колёсах
«Ад на колёсах» (англ. Hell on Wheels) — американский драматический телесериал в жанре вестерн 2011 года, созданный Джоном Гейтоном и Тони Гейтоном. Действие сериала происходит с 1865 по 1869 годы, в поселении «Ад на колесах», основанном работниками компании, строящей первую трансконтинентальную железную дорогу. Это место населено служащими компании, геодезистами, проститутками, торговцами и другими людьми, сделавшими передвижной лагерь своим домом. Главным героем сериала является Каллен Бохэнон (сыгранный Энсоном Маунтом), бывший солдат Конфедерации, ищущий людей, убивших его жену и маленького сына.
Премьера состоялась 6 ноября 2011 года на кабельном канале AMC. 23 декабря 2011 года AMC анонсировал съемки второго сезона сериала. Дата выхода 2 сезона — 12 августа 2012 года. 7 ноября было объявлено о том, что сериал продлен на пятый сезон, который стал последним. Последний сезон был разбит на две части, первые семь серий были показаны летом 2015 года, а оставшиеся семь эпизодов вышли в эфир летом 2016 года.

## Сюжет
Бывший солдат Конфедерации Каллен Бохэннэн (Энсон Маунт) хочет отомстить за изнасилование и смерть своей любимой жены, выследив и убив солдат Союза, которые сделали это. Это намерение приводит его в Небраску, на один из участков строительства трансконтинентальной железной дороги.

## Актёрский состав

### В главных ролях
- Энсон Маунт — Каллен Бохэннэн
- Колм Мини — Томас Дюрант
- Common — Илам Фергюсон
- Доминик Макеллиготт — Лили Белл
- Том Нунен — Преподобный Коул
- Эдди Спирс — Джозеф Чёрная Луна
- Робин Макливи — Ева Тул
- Бен Эслер — Шон Макгиннес
- Фил Бёрк — Микки Макгиннес
- Кэша Кропински — Рут Коул
- Кристофер Хейердал — Тор «Швед» Гюндерсен
- Дженнифер Феррин (сезоны 3-4)[5] — Луиза Эллисон
- Джейк Уэбер (сезоны 4-5) — Джон Аллен Кэмпбелл

### Второстепенные роли
- Дон Норвуд — Псалмс Джексон
- Чела Хорсдэл — Мэгги Палмер
- Джеймс Шанклин — Арон Хэтч
- Шивон Уильямс — Наоми Хэтч (3 сезон)
- МакКензи Портер — Наоми Хэтч (4-5 сезоны)
- Тим Гини — Коллис Хантингтон
- Грегг Генри — Бригам Янг
- Виктор Слезак — Улисс Грант
- Эйприл Телек — Нелл, хозяйка борделя (1-2 сезоны)
- Джеймс Ди Хопкинс — Джордан Крейн
- Данкан Оллереншоу — Мистер Тул
- Уэс Стьюди — Вождь Много Лошадей
- Байрон Манн — Чен
- Анджела Чжоу — Мэй (Фонг)

## Критика и рейтинги
Сериал получил оценку 63 из 100 на сайте Metacritic на основе 28 рецензий кинокритиков. Первая серия собрала у экранов 4,4 миллиона американцев. Число зрителей последующих серий стало падать, и в итоге финал сезона привлёк лишь 2,8 миллиона зрителей.

## Второй сезон (2012)
23 декабря 2011 года AMC анонсировала второй сезон телесериала. Премьера второго сезона произошла 12 августа 2012 года, последняя серия вышла 7 октября 2012 года.

## Третий сезон (2013)
29 октября 2012 года AMC анонсировала третий сезон телесериала. Премьера третьего сезона произошла 10 августа 2013 года, последняя серия вышла 5 октября 2013 года.

## Четвертый сезон (2014)
14 ноября 2013 года AMC анонсировала четвёртый сезон телесериала продолжительностью в 13 серий. Премьера четвертого сезона произошла 2 августа 2014 года, последняя серия вышла 22 ноября 2014 года.

## Пятый сезон (2015—2016)
Премьера пятого сезона произошла 18 июля 2015 года, последняя серия вышла 23 июля 2016 года.